# Leden 2018

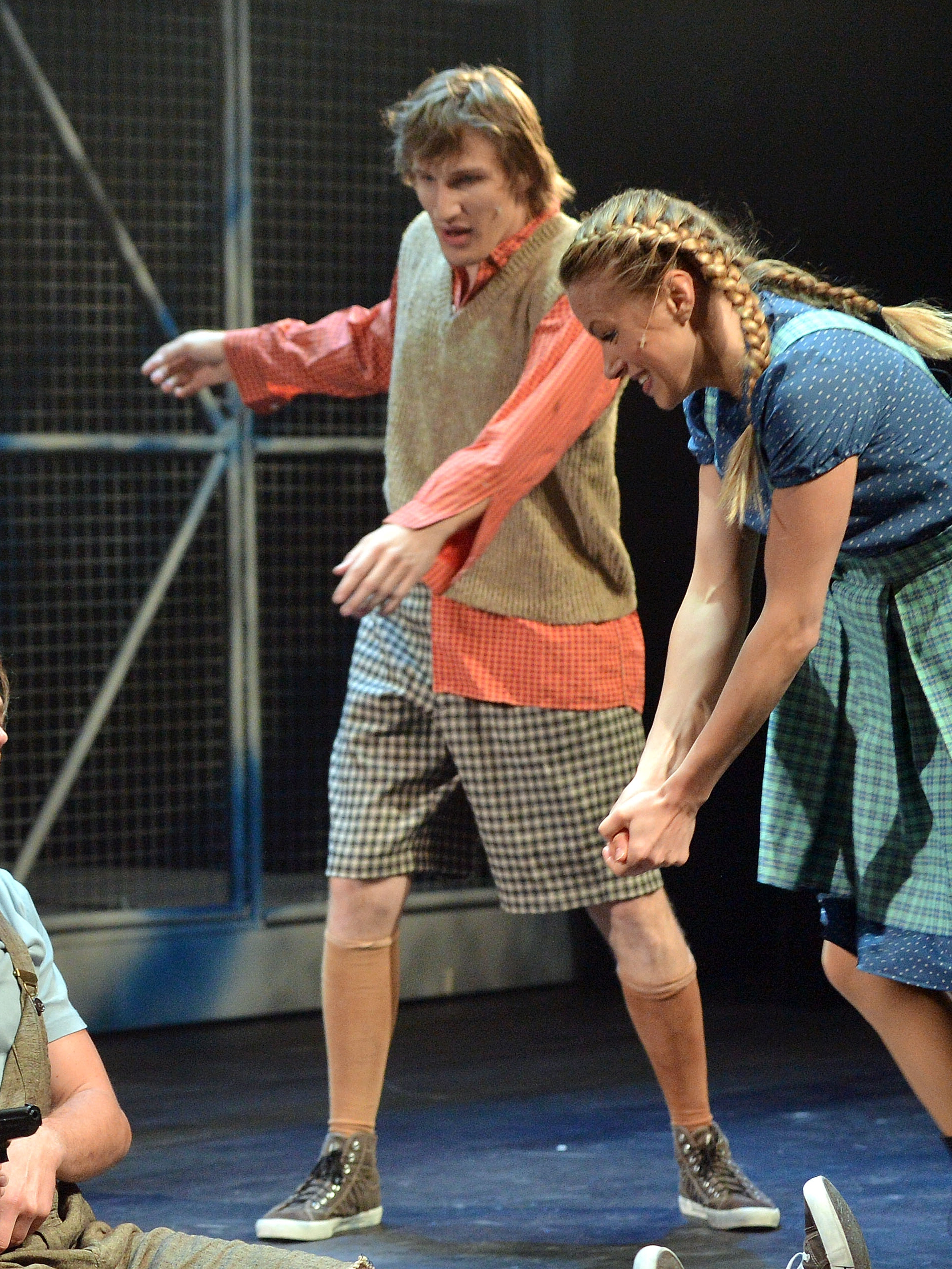
Jakub Zedníček

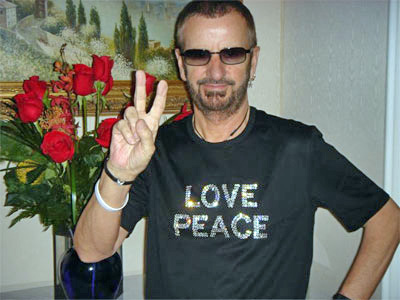
Ringo Starr

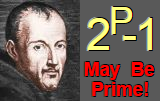
Logo GIMPS

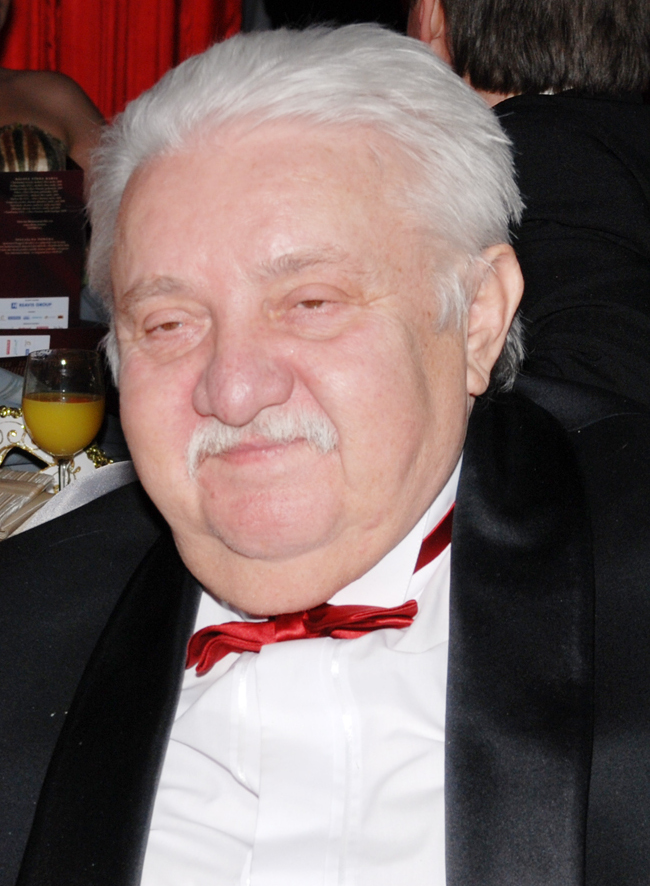
Marián Labuda

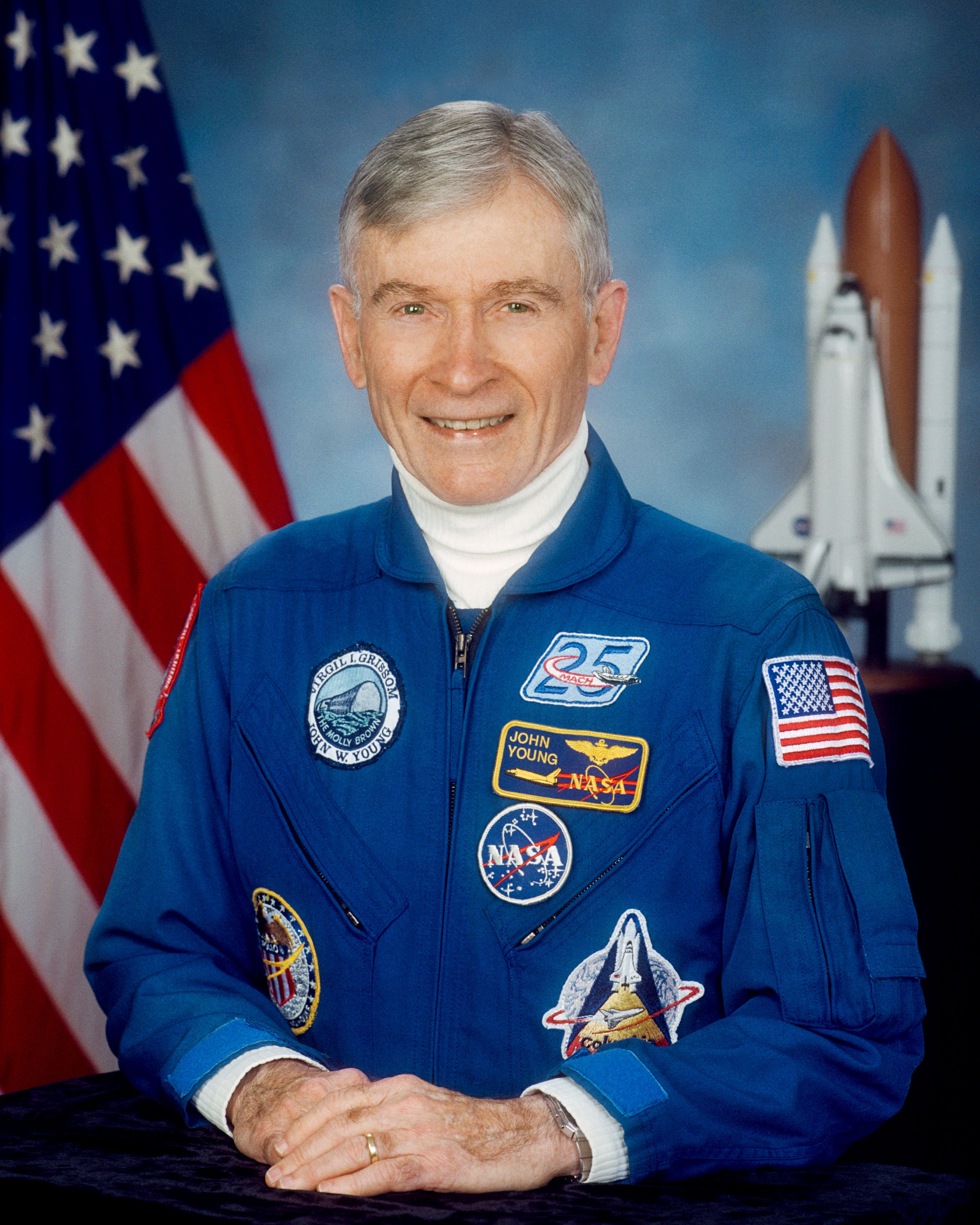
John Young

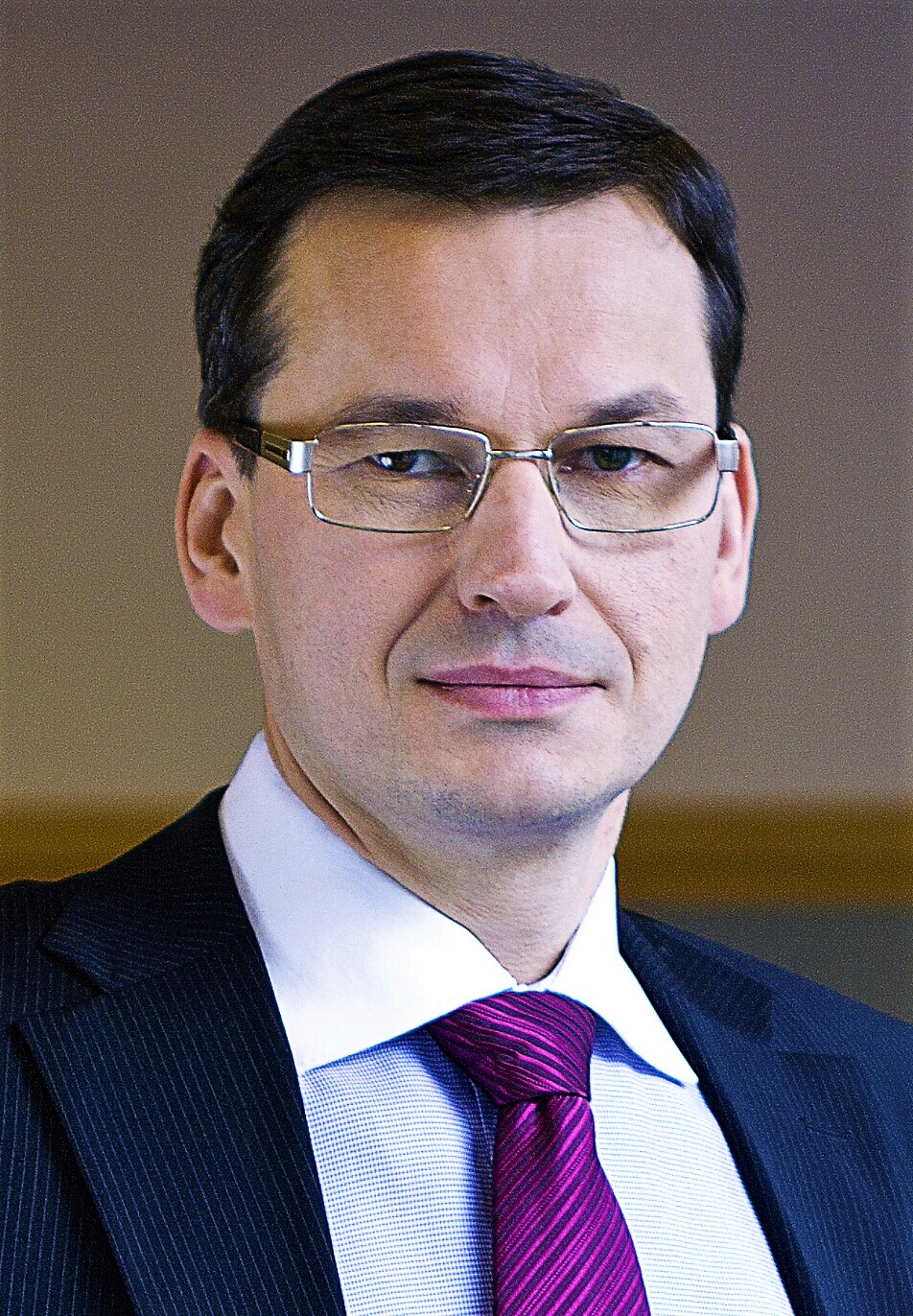
Mateusz Morawiecki

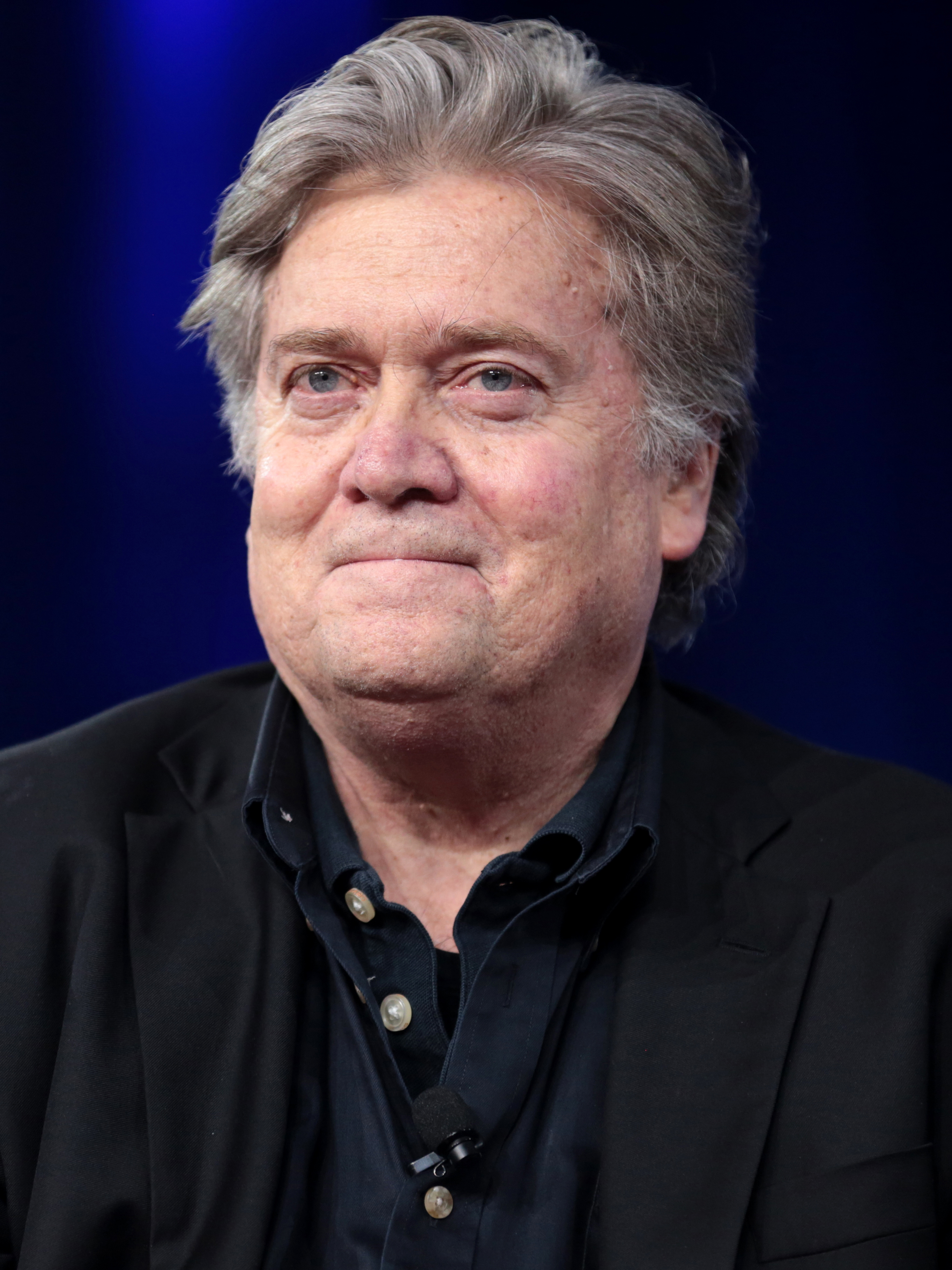
Stephen Bannon

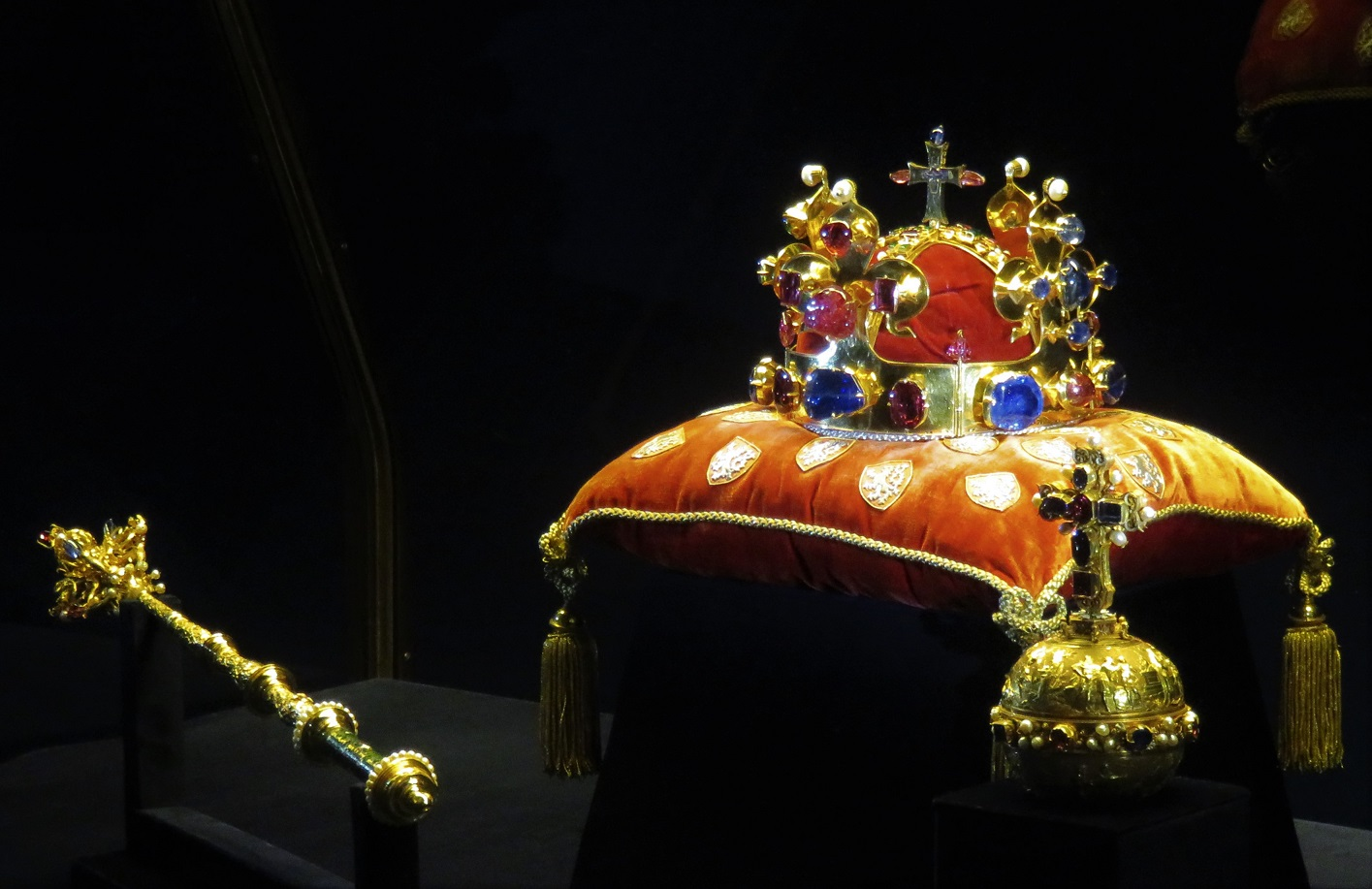
České korunovační klenoty

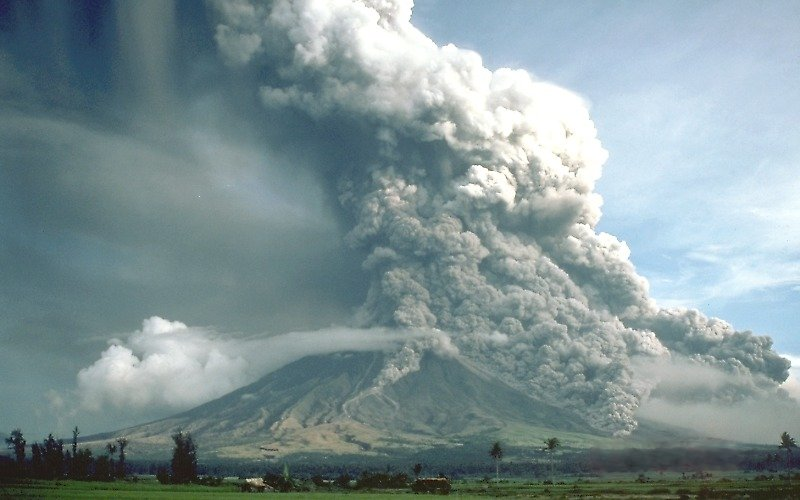
Sopka Mayon

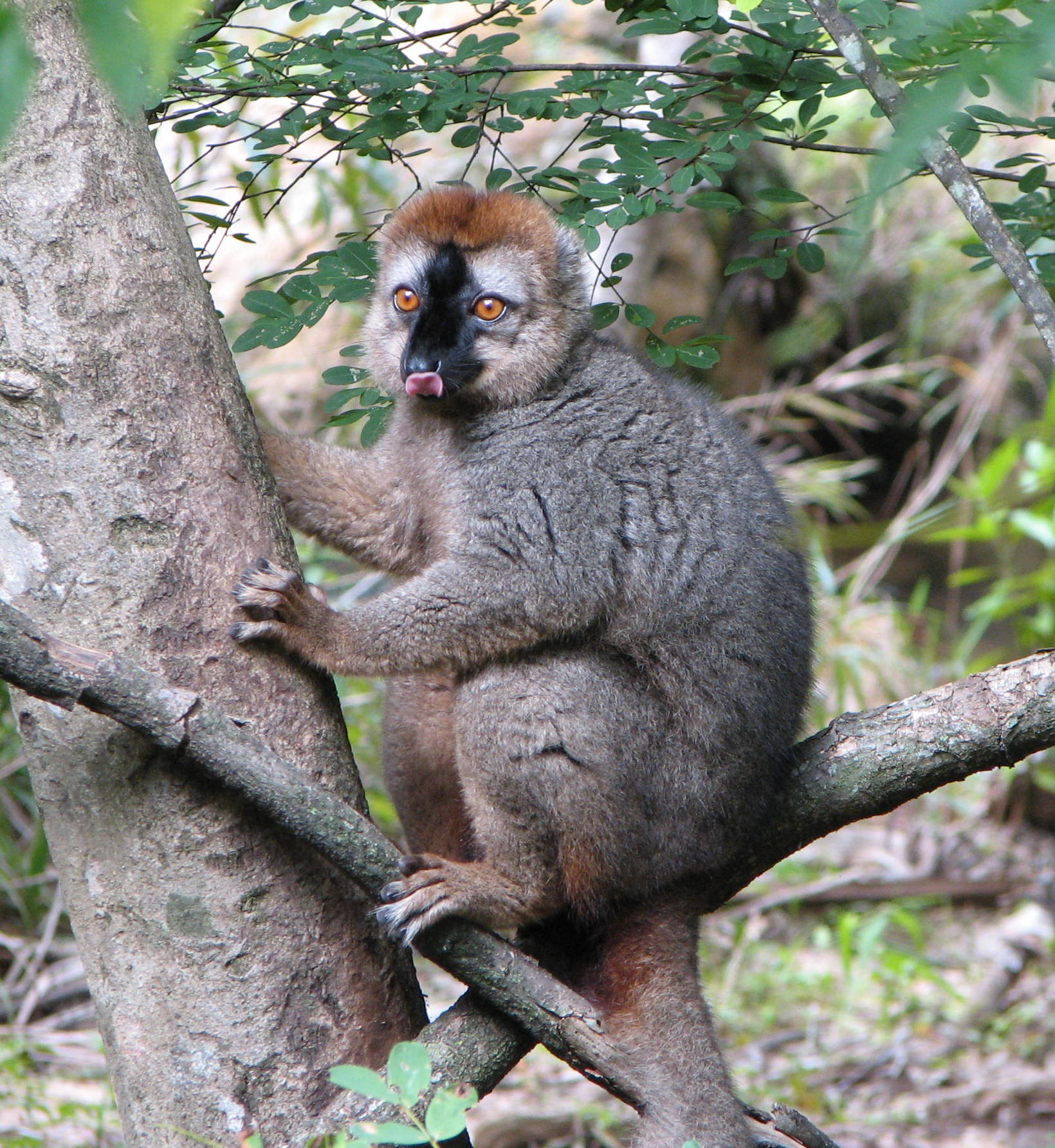
Lemur červenavý

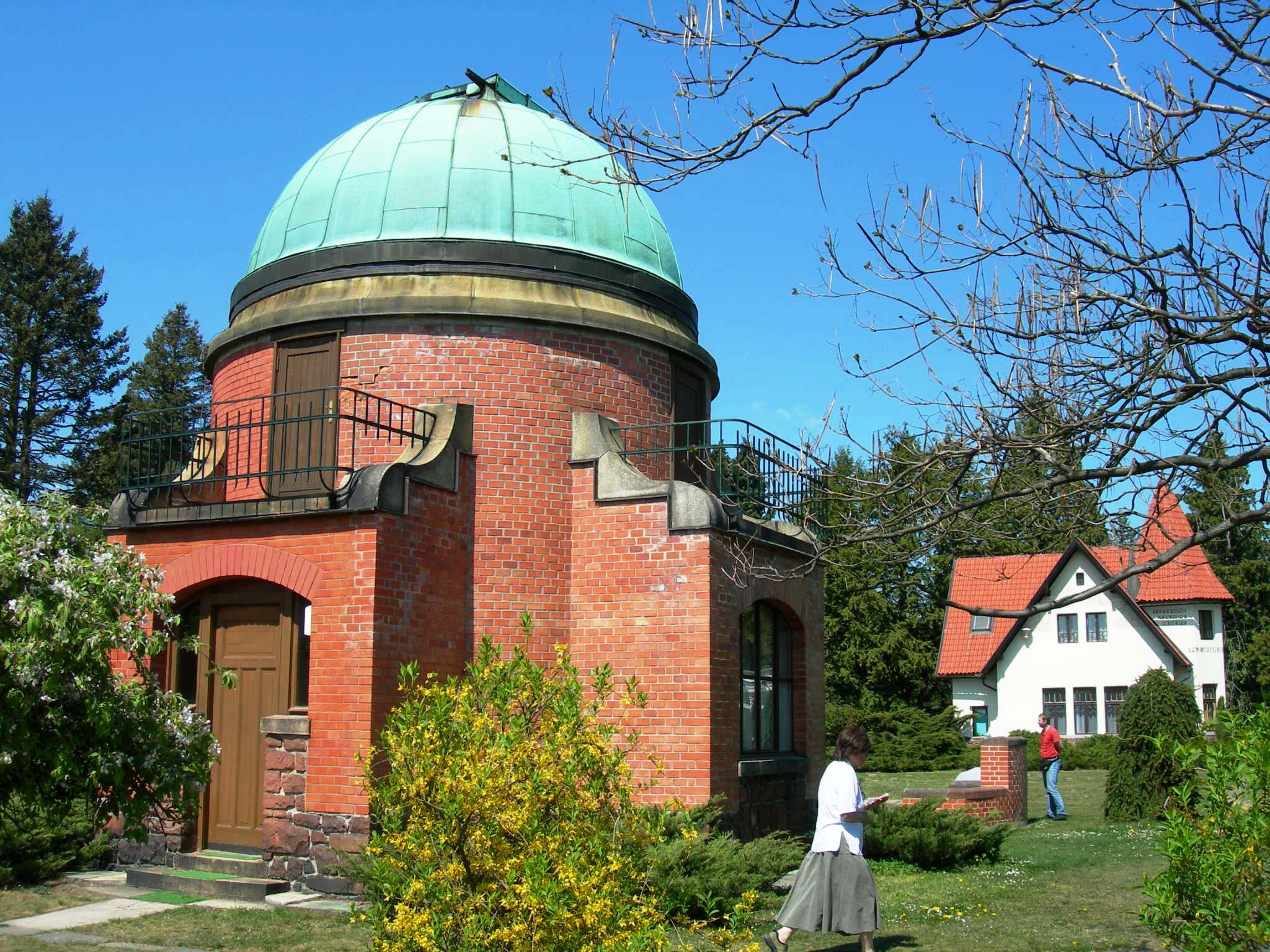
Ondřejovská hvězdárna

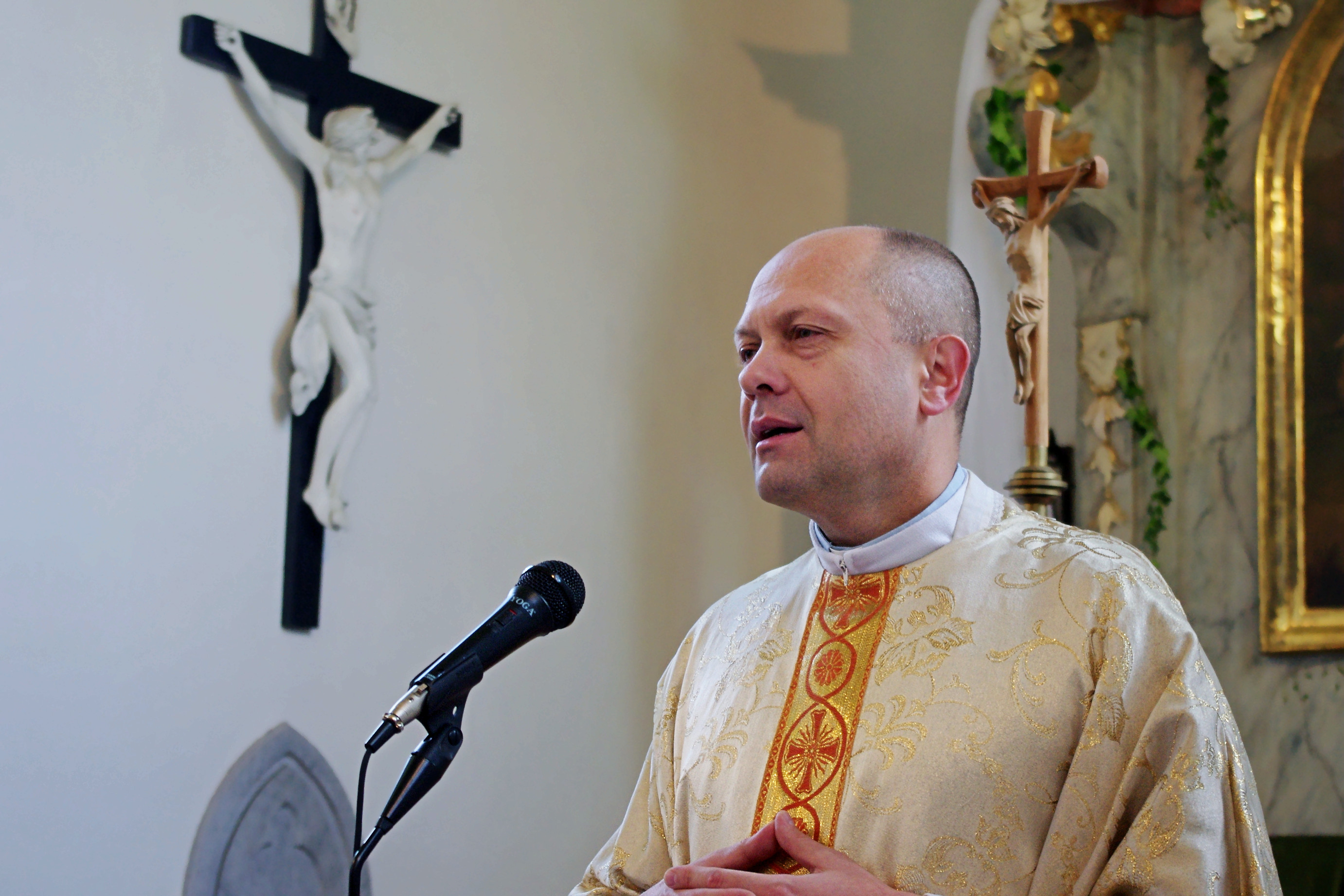
Zdenek Wasserbauer

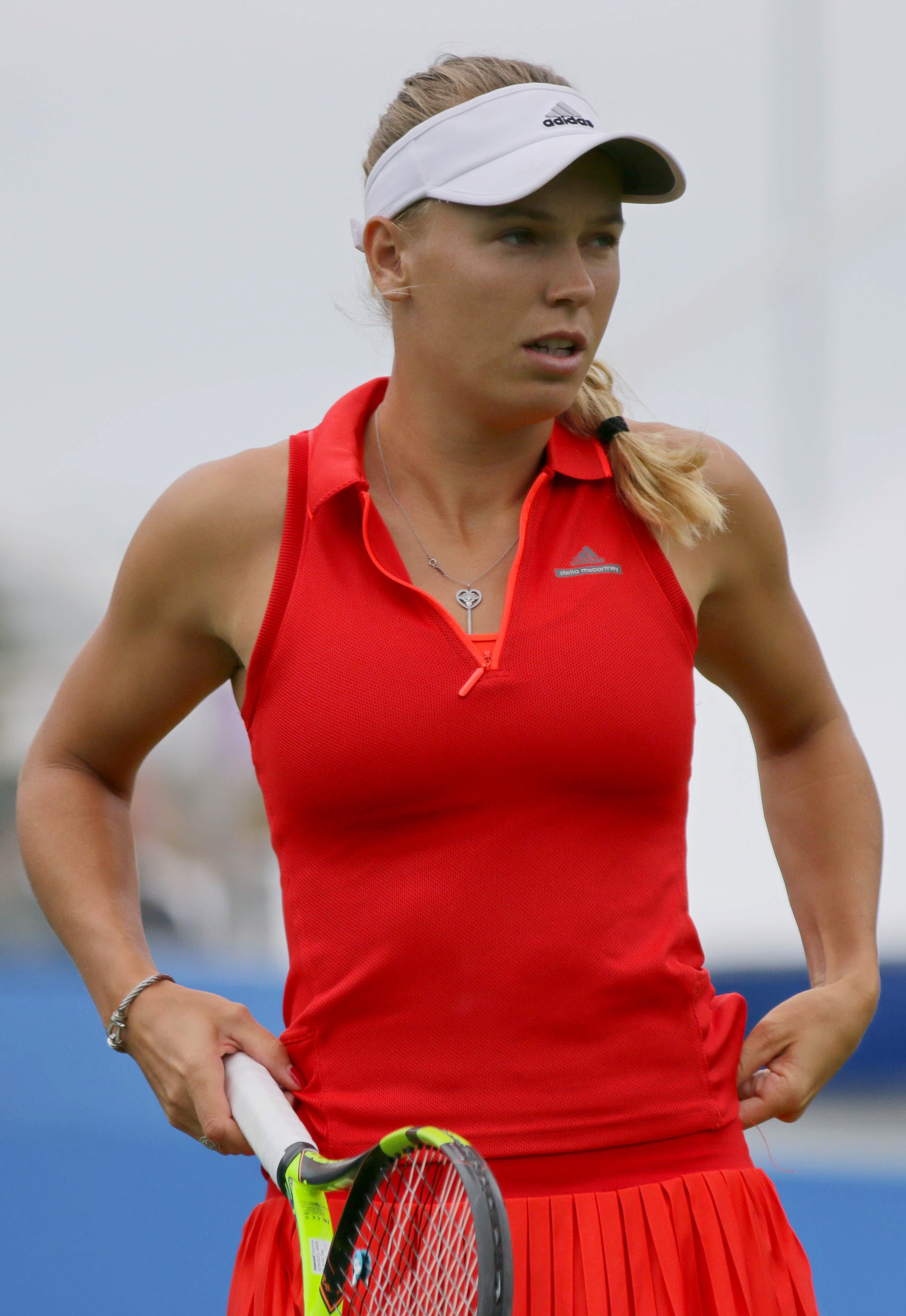
Caroline Wozniacká

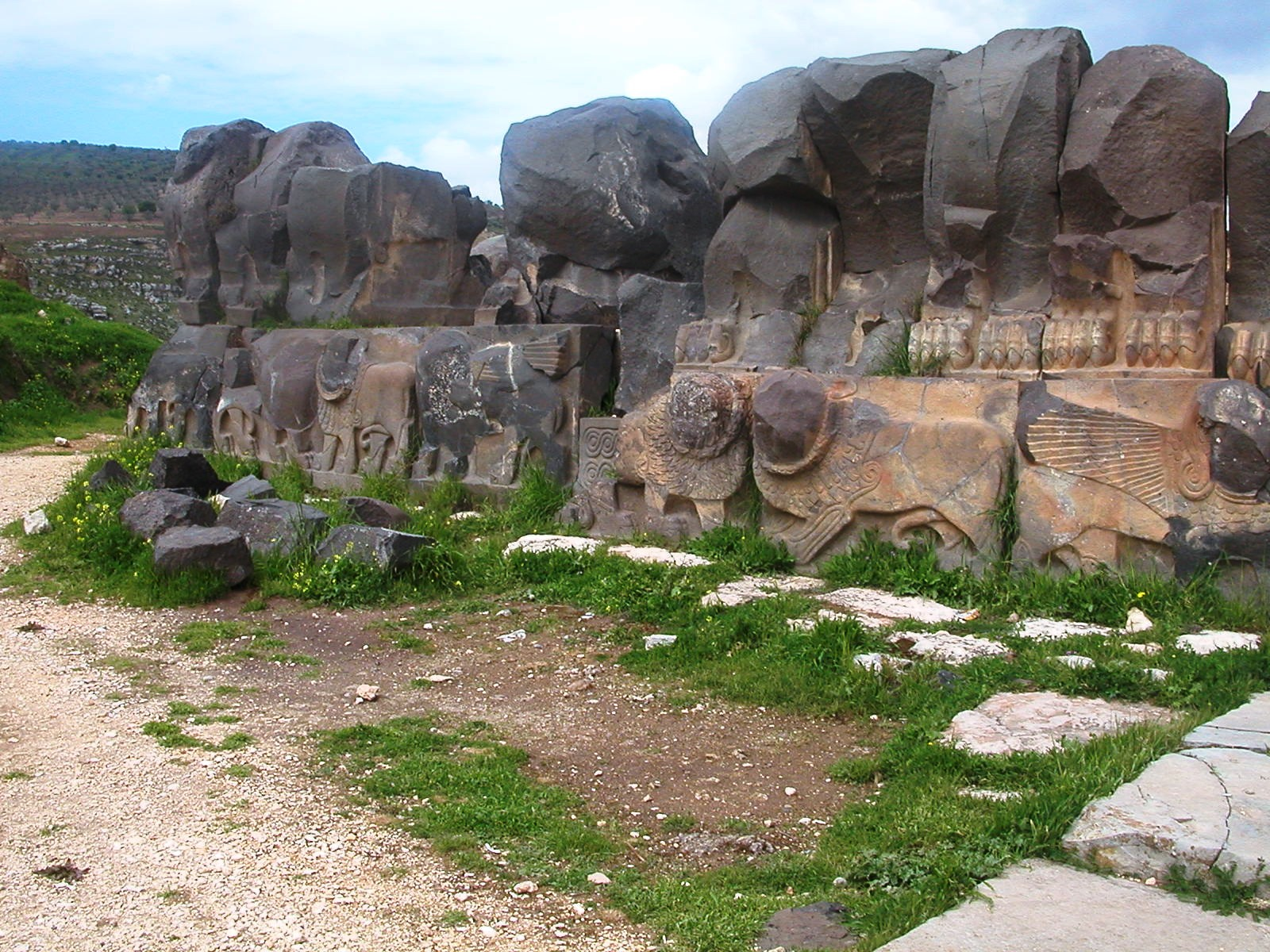
Ajn Dára

Toto je archivovaný článek z portálu Aktuality.
1. ledna – pondělí
 Ve věku 27 let zemřel Jakub Zedníček, český herec a moderátor.
 Při příležitosti 25. výročí vzniku Slovenské republiky obdrželo v bratislavské Redutě státní vyznamenání 25 osobností. Řád bílého dvojkříže obdrželi Petr Pithart, Marta Kubišová a Gabriela Beňačková.
 Při protivládních demonstracích v různých íránských městech zemřelo 10 lidí.
 Ringo Starr (na obrázku) obdržel od královny Alžběty II. Řád britského impéria.
 Při havárii letadla Cessna 208 Caravan v kostarické provincii Guanacaste zahynuli 2 piloti a 10 Američanů.
 Při útoku na kostel v nigerijském městě Omoku v provincii Rivers zahynulo asi 17 lidí.
2. ledna – úterý
 Moldavský prezident Igor Dodon byl ústavním soudem dočasně zbaven výkonu funkce, když odmítl jmenovat nové členy vlády.
3. ledna – středa
 Papež František povolil převoz ostatků kardinála Josefa Berana do Česka.
 Západ Evropy zasáhla silná bouře Eleanor, která způsobila zranění jednoho člověka ve Walesu a komplikace v dopravě. Účinky bouře bylo možno pocítit i v Čechách.
 Archeologové v Brně oznámili nález pozůstatků římského tábora z období markomanských válek.
 V americkém Salt Lake City zemřel vůdce Církve Ježíše Krista Svatých posledních dnů Thomas Monson.
 Vědci oznámili objev zatím největšího lidstvu známého prvočísla: 2⁷⁷ ²³² ⁹¹⁷ − 1. Objev vznikl v rámci projektu GIMPS.
 Severoatlantická aliance přijala oficiální hymnu, kterou v roce 1989 složil Lucemburčan André Reichling.
4. ledna – čtvrtek
 Ve věku 94 let zemřel československý generál Ivan Otto Schwarz, příslušník 311. československé bombardovací perutě RAF.
 Při železniční nehodě v Jihoafrické republice na trati mezi Port Elizabeth a Johannesburgem zemřelo 14 lidí a 260 jich bylo zraněno.
5. ledna – pátek
 Systém mostů a tunelů, dosahující délky 55 km, překonávající deltu Perlové řeky mezi městy Macao, Ču-chaj a Hongkong byl otevřen pro automobilovou dopravu.
 Kommersant: Sedm letadel ruského letectva bylo zničeno minometným útokem syrské opozice na leteckou základnu Hmímím poblíž města Latákie.
 Premiér Andrej Babiš odcestoval do Bratislavy na první zahraniční oficiální návštěvu.
 Ve věku 73 let zemřel slovenský herec Marián Labuda.
6. ledna – sobota
 Ve věku 87 let zemřel americký astronaut John Young (na obrázku) velitel mise Apollo 16 a první mise programu Space Shuttle.
 U libyjských břehů zahynulo na gumovém člunu 64 migrantů.
7. ledna – neděle
 Zlatý glóbus v kategorii „nejlepší dramatický film“ za rok 2017 byl udělen filmu Tři billboardy kousek za Ebbingem.
 Po srážce čínského bulkeru CF Crystal a íránského tankeru Sanchi u Šanghaje je pohřešováno 32 námořníků.
 Ve věku 70 let zemřela francouzská zpěvačka France Gallová.
8. ledna – pondělí
 Mexická drogová válka: Nejméně 11 lidí bylo zabito při přestřelce mezi státní policií a místními obyvateli ve státě Guerrero poblíž města Acapulco.
 Kvůli největší rekonstrukci od roku 1948 byl na šest měsíců zastaven staroměstský orloj.
 Ve věku 60 let zemřel hudební publicista Vojtěch Lindaur redktor časopisu Rock & All a moderátor Radia Beat.
 Z kosmodromu Cape Canaveral v USA odstartovala raketa Falcon 9 s tajným projektem Zuma.
9. ledna – úterý
 Zástupci Severní a Jižní Koreje se dohodli na obnovení přímé komunikace mezi armádami obou zemí. Severní Korea vyšle delegaci na zimní olympijské hry v jihokorejském Pchjongčchangu.
 Pražský hrad připravil pětidenní výstavu V základech státnosti, na které v Císařské konírně vystaví listiny a archeologické památky spojené s českou státností.
 Silné sněžení a laviny způsobilo potíže turistům v italských, švýcarských i francouzských Alpách. V Zermattu uvízlo 13 000 turistů.
 Francouzská překladatelka Erika Abramsová obdržela Cenu Karla Čapka za rok 2018.
 Polský premiér Mateusz Morawiecki odvolal tři ministry, kteří byli ve sporu s opozicí a Evropskou unií kvůli právnímu státu či ochraně Bělověžského pralesa.
 Archeologové v severovýchodním Peru oznámili nález 1500 let starých místností předincké kultury Močiků.
 Britská fregata HMS Westminster eskortovala skupinu ruských válečných lodí, které proplouvaly Lamanšským průlivem.
 Košér samoobsluha na pařížském předměstí Créteil byla vypálena a pokreslena antisemitskými graffiti. Obchod byl vypálen na výročí teroristického útoku Islámského státu na košér obchod z roku 2015.
 Při protivládních demonstracích proti rostoucím cenám a daním zahynul v Tunisku člověk a asi 5 jich bylo zraněno.
10. ledna – středa
Zemětřesení o síle zhruba 7,6 zasáhlo pobřeží Hondurasu a východ Yucatánského poloostrova. Epicentrum zemětřesení se nacházelo v Karibském moři, daleko od pevniny.
 Stephen Bannon, bývalý poradce amerického prezidenta Donalda Trumpa, rezignoval na post šéfredaktora webu Breitbart News.
 Občanská válka v Sýrii: Turecko odsoudilo porušování příměří v syrské provincii Idlib a vyzvalo garantující mocnosti Írán a Rusko k okamžitému zastavení ofenzivy syrské armády v této oblasti.
 Nejméně 13 lidí zabily povodně a sesuvy bahna v kalifornském okrese Santa Barbara zasaženém v minulém roce lesními požáry.
11. ledna – čtvrtek
Prezident Francie (Emmanuel Macron) oficiálně navštívil Itálii.
12. ledna – pátek
 První kolo historicky druhé přímé volby prezidenta České republiky probíhá v pátek od 14:00 do 22:00 a v sobotu od 8:00 do 14:00. O přízeň voličů se uchází celkem devět kandidátů.
 Při nehodě autobusu v Horoměřicích u Prahy zemřeli 3 lidé a 45 jich bylo zraněno.
13. ledna – sobota
 V prvním kole prezidentských voleb uspěli Miloš Zeman a Jiří Drahoš.
14. ledna – neděle
 Íránský tanker MV Sanchi se po několikadenním požáru potopil ve Východočínském moři a způsobil rozsáhlou ropnou skvrnu.
 Jih Peru zasáhlo silné zemětřesení o magnitudě 7,1.
15. ledna – pondělí
 Byla otevřena Korunní komora v katedrále sv. Víta, aby mohly být do 23. ledna vystaveny korunovační klenoty u příležitosti 100. výročí vzniku Československa.
 19 členů české expedice dorazilo na Mendelovu polární stanici v Antarktidě.
 Tisíce lidí opustilo oblast filipínské sopky Mayon na ostrově Luzon před její erupcí.
 Ve věku 46 let zemřela irská zpěvačka Dolores O'Riordanová působící ve skupině The Cranberries.
16. ledna – úterý
 Poslanecká sněmovna Parlamentu České republiky nevyslovila důvěru vládě Andreje Babiše. Mandátový a imunitní výbor doporučil vydání poslanců Andreje Babiše a Jaroslava Faltýnka k trestnímu stíhání v kauze Čapí hnízdo.
 Papež František se při své návštěvě Chile omluvil za sexuální zneužívání dětí církevními představiteli a vyzval k respektu vůči kultuře původních obyvatel.
 Déle než týden hoří v Nové Cerekvi dřevotřísková drť na skládce společnosti Silva CZ, která patří nadnárodní korporaci Kronospan.
 Oliver Ivanović, představitel srbské menšiny v Kosovu, byl zastřelen neznámým pachatelem v Severní Mitrovici.
17. ledna – středa
 Rumunský prezident Klaus Iohannis jmenoval sociálnědemokratickou europoslankyni Vioricu Dăncilăovou novou premiérkou.
 V mexickém státě Quintana Roo na poloostrově Yucatán byl u bývalého mayského města Tulum objeven největší podvodní jeskynní systém s délkou 347 km.
 Přírodovědci oznámili objev nového druhu lemura v madagaskarských národních parcích Ranomafana a Andringitra. Dostal název Cheirogaleus grovesi.
 Předsedou katalánského parlamentu byl zvolen separatista Roger Torrent.
 Hongkongský aktivista Joshua Wong byl odsouzen k tříměsíčnímu vězení za protivládní protesty v roce 2014.
18. ledna – čtvrtek
 V Aktobské oblasti Kazachstánu uhořelo v autobuse 52 lidí. Všichni byli občany Uzbekistánu, kteří cestovali do Ruska.
Asi 11 lidí zahynulo na následky orkánu Friederike, který zasáhl západní Evropu. Potíže v dopravě i v dodávkách elektřiny způsobil i v Česku.
 Indie provedla zkoušku mezikontinentální rakety Agni-V s doletem 5 000 km, která může nést jaderné hlavice.
 Botanik František Krahulec obdržel od Akademie věd medaili G. J. Mendela za zásluhy v biologických vědách.
19. ledna – pátek
 Turecká armáda začala ostřelovat oblast u města Afrín v syrském guvernorátu Aleppo, kterou mají pod kontrolou kurdské Lidové obranné jednotky.
 Libeňský most v Praze byl na několik týdnů uzavřen kvůli rekonstrukci.
 V souvislosti s kauzou Čapí hnízdo vydali poslanci Andreje Babiše a Jaroslava Faltýnka k trestnímu stíhání.
20. ledna – sobota
 Turecká armáda zahájila pozemní operaci v okrese Afrín na severu Sýrie a otevřela tak novou frontu v Syrské občanské válce.
 Následkem požáru hotelu Eurostars David na pražském Novém Městě zemřelo 5 lidí a 5 jich bylo hospitalizováno.
21. ledna – neděle
 Ondřejovská hvězdárna (na obrázku) si připomněla 120. výročí svého založení.
 Na Novém Zélandu odstartovala do vesmíru komerční raketa Electron, která na oběžnou dráhu úspěšně vynesla tři cubesaty.
22. ledna – pondělí
 Premiér Andrej Babiš jednal v Sofii s bulharským premiérem Bojko Borisovem o migrační krizi a podpořil vstup Bulharska do Schengenského prostoru.
23. ledna – úterý
 Pomocným biskupem pražským byl jmenován Zdenek Wasserbauer(na obrázku).
 Ve švýcarském Davosu začalo zasedání Světového ekonomického fóra.
24. ledna – středa
 Andrej Babiš podal demisi své menšinové vlády. Prezident Miloš Zeman slíbil, že ho pověří sestavením vlády nové.
 Britská humanitární organizace Save the Children pozastavila své programy v Afghánistánu poté, co teroristé z Islámského státu zaútočili na její sídlo v Džalálábádu.
25. ledna – čtvrtek
 Při vykolejení vlaku italského Milána zemřeli 3 lidé a 13 jich bylo zraněno.
26. ledna – pátek
 V 14:00 začalo druhé kolo přímé volby prezidenta České republiky. Do tohoto kola postoupil Miloš Zeman a Jiří Drahoš.
 Při požáru nemocnice v jihokorejském Mirjangu zemřelo 37 lidí a asi 130 jich bylo zraněno.
27. ledna – sobota
 Nejméně 95 lidí bylo zavražděno při bombovém útoku Tálibánu v afghánském hlavním městě Kábulu.
 Stávající Prezident České republiky Miloš Zeman zvítězil ve druhém kole prezidentské volby, když porazil Jiřího Drahoše bývalého předsedu Akademie věd.
 Francouzskou metropoli Paříž zasáhla stoletá povodeň.
 Dánská tenistka Caroline Wozniacká (na obrázku) získala na Australian Open 2018 svůj premiérový grandslam, když porazila rumunskou tenistku Simonu Halepovou.
28. ledna – neděle
 Stávající finský prezident Sauli Niinistö zvítězil v prvním kole prezidentské volby.
 Ve věku 91 let zemřel Ingvar Kamprad zakladatel nábytkářského obchodního řetězce IKEA.
 Jižanští separatisté obsadili sídlo prozatímní vlády věrné prezidentu Hádímu v jemenském přístavním městě Aden.
 Švýcarský tenista Roger Federer zvítězil na Australian Open 2018, když porazil chorvatského tenistu Marina Čiliće.
30. ledna – úterý
 Keňské televizní a rozhlasové stanice byly odpojeny poté, co odvysílaly neoficiální inauguraci opozičního předáka Raily Odingy.
 Jihojemenští separatisté obsadili Aden, dočasné hlavní město Jemenu.
29. ledna – pondělí
 Turecké letectvo vybombardovalo starověký aramejský chrám Ajn Dára (na obrázku) v syrském okrese Afrín.
31. ledna – středa
 Po zkoumání Voynichova rukopisu za pomocí umělé inteligence oznámili vědci z Albertské univerzity, že nejméně 80 % textu je napsáno pravděpodobně v hebrejštině.
 V Turecku byli odsouzeni čtyři muži za podíl na bombovém útoku v Istanbulu v lednu 2016, při kterém zemřelo 12 lidí.